# Would You Lay with Me (In a Field of Stone) (sång)
Would You Lay with Me (In a Field of Stone) är en låt som skrevs av David Allan Coe, och spelades in av Tanya Tucker, och gavs ut som titelspår från hennes album med samma namn and was written by David Allan Coe. Singeln topapde den amerikanska countrylistan den 30 mars 1974, i en vecka och blev Tanya Tuckers tredje listetta. På Billboard Hot 100 nådde låten topplaceringen 46. Bara hennes countryhit "Lizzie and the Rainman" 1975 kom att göra batter ifrån sig på poplistorna. Coe spelade senare in låten som B-sida till singeln "You Never Even Called Me by My Name". 1975 nådde en version av australiska sångerskan Judy Stone femteplatsen på de australiska poplistorna. 
Willie Nelson spelade 1983 in låten på albumet Take it to the limit. År 2000 spelade Johnny Cash in låten på albumet American III: Solitary Man.
Alf Robertson spelade in en cover på låten 1978, på svenska som "Jennifers frågor". 

## Listplacering
| Lista (1974)                        | Topplacering |
| ----------------------------------- | ------------ |
| Kanada (RPM Country Tracks)         | 7            |
| Kanada (RPM Top Singles)            | 54           |
| USA (Billboard Hot Country Singles) | 1            |
| USA (Billboard Hot 100)             | 46           |

### Fotnoter
1. ↑  Whitburn, Joel (2004). The Billboard Book of Top 40 Country Hits: 1944-2006, Second edition. Record Research. sid. 357
2. ↑  ”Svensk mediedatabas”. http://smdb.kb.se/catalog/id/001892080. Läst 23 maj 2011.